# Pelophylax perezi
Pelophylax perezi е вид жаба от семейство Водни жаби (Ranidae). Видът не е застрашен от изчезване.

## Разпространение
Разпространен е в Испания (Балеарски острови и Канарски острови), Португалия (Азорски острови и Мадейра) и Франция. Внесен е във Великобритания.

## Описание
Продължителността им на живот е около 6,8 години. Популацията на вида е намаляваща.